# Juvecaserta Basket
Juvecaserta je talijanski klub iz Caserte. Klub je osnovan 1951. godine, a trenutačno se natječe u Serie A. Zbog sponzorskih razloga klub nosi ime Eldo Caserta.

## Povijest
Osnovan je 1951. kao Juve Caserta. U sezoni 1990./91. osvojio je talijansko prvenstvo, a u finalim ogledima igrao je još u sezonama 1985./86. i 1986./87. Talijanski kup osvojio je u sezoni 1987./88., a u finalu je još igrao u 1988./89. Bio je finalist Kupa Radivoja Koraća 1985./86. i Kupa pobjednika kupova 1988./89. 
Međutim, 1998. klub je bankrotirao. 2004., klub je ponovno osnovan ujedinjenjem dvaju talijanska niželigaša, pod imenom Juvecaserta. U nekoliko godina, klub je ponovno stigao do Serie A. 

## Trofeji
- Talijansko prvenstvo: 1981.
- Talijanski kup: 1988.

## Poznati igrači
| - Ferdinando Gentile - Oscar Schmidt - Pietro Generali - Vincenzo Esposito - Sandro Dell'Agnello - Francesco Longobardi - Giacomantonio Tufano - Georgi Glouchkov - Joe Arlauckas - Tom Scheffler - Cristiano Fazzi | - Damiano Faggiano - Tellis Frank - Charles Shackleford - Alberto Brembilla - Davide Ancilotto - Mychal Thompson - Anthony Avent - Cadillac Anderson - Claudio Bonaccorsi - Leon Wood - Wayne Tinkle | - Diego Pastori - Bill McCaffrey - Pace Mannion - Kareem Townes - Derrick Battie - Marco dos Santos - Guy Goodes - Clifton Clark - Kevin Van Veldhuizen - Sean Colson - Monty Mack | - Josh Powell - Francesco Foiera - Antti Nikkilä - Kris Clack - Galen Young - BJ McKie - Elton Tyler - Chris Heinrich - Andrea Ghiacci |

## Sponzorska imena kluba
- Juventus Caserta (1975. – 76.)
- Juventus Caserta (1978. – 79.)
- Il Diario Caserta (1979. – 80.)
- Latte Matese Caserta (1980. – 82.)
- Indesit Caserta (1982. – 85.)
- Mobilgirgi Caserta (1985. – 87.)
- Snaidero Caserta (1987. – 89.)
- Phonola Caserta (1989. – 93.)
- Onyx Caserta (1993. – 94.)

## Vanjske poveznice
- Službena stranica